# Джаміллудін Аалі
Джаміллудін Аалі (урду جمیل الدین عالی, нар. 20 січня 1925, Делі, Індія — пом. 23 листопада 2015, Карачі, Пакистан), повне ім'я Навабзада Міра Джаміллудін Ахмад Хан — пакистанський поет, критик, драматург, публіцист, оглядач газет і вчений.

## Молодість і кар'єра
Навабзада Мірза Джаміллудін Ахмад Хан народився в літературній сім'ї у місті Делі (Індія) 20 січня 1925 року. Його батько, Аміруддін Ахмед Хан, був навабом Лохару. Його мати — Саєда Джаміла Байгум, була прямим нащадком раннього поета урду Ходжі Міра Дарда і була четвертою дружиною Аміруддіна Хана. У 1944 році отримав ступінь бакалавра з економіки в Англо-арабському коледжі у Делі. У 1947 році, після розділу Індії, Аалі з родиною мігрував у Пакистан у місто Карачі, де почав свою кар'єру помічником в Міністерстві торгівлі. У 1951 році Аалі пройшов експертизу CSS і влаштувався у Пакистанську податкову службу. Згодом став офіцером з особливих справ у резиденції Президента (з 1959 по 1963 рік). Працював у Національному банку Пакистану з 1967 року і залишався його віце-президентом аж до своєї відставки у 1988 році. У 1971 році отримав ступінь FEL і LLB в Університеті Карачі.
Він був членом Пакистанської народної партії і брав участь у виборах 1977 року до Національної асамблеї, але програв Муннавару Хасану від партії Джамаат-і-Ісламі. У 1997 році Аалі обраний на шестирічний термін членом Сенату від партії Рух Муттахіда Каумі.

## Нагороди
Джаміллудін Аалі отримав нагороду Pride of Performance у 1991 році і Хілал-е-Імтіаз у 2004 році. Він також отримав багато літературних премій.

## Особисте життя
Джаміллудін Аалі одружився у 1944 році на Таїбі Бано. У них було троє синів і дві дочки.

## Смерть
Аалі хворів діабетом і хворобою дихальних шляхів. Лікувався у Карачі. Помер від серцевого нападу 23 листопада 2015 року. Його джаназа-намаз (відспівування над померлим в ісламі) проходив у мечеті Тооба. Похований на армійському кладовищі Бізерта в Карачі.

## Творчість
Ааалі написав багато книг та пісень. Він написав пісню «Jeevay Jeevay Pakistan» під час Індо-пакистанської війни 1965 року, яка стала дуже популярною. Пісню заспівала Шахназ Бегум. У Міжнародний жіночий рік (1976) написав пісню «Hum Maain, Hum Behnain, Hum Baitiyan». У 1986 році написав пісню «Jo Nam Wohi Pehchan, Pakistan» для Гулама Ісхака Хана, був автором пісні «Mera Inam Pakistan», яку виконував Нусрат Фатех Алі Хан.

### Книги
Балади
- Aye Mere Dasht-e-Sukhan
- Ghazlain Dohay Geet (шість видань)
- Jeeway Jeeway Pakistan (п'ять видань)
- La Hasil (три видання)
- Nai Kiran

Збірка віршів
- Dohay (три видання на урду та один на деванагарі)

Посібники про мандри
- Duniya Mere Aagye
- Tamasha Mere Aagye
- Iceland
- Hurfay

### Пісні
- «Aye Watan Ke Sajelay Jawanoo» (виконував Нур Джехан у період війни між Індією і Пакистаном 1965 року)
- «Jeevay Jeevay Pakistan» (виконувала Шахназ Бегум в 1968 році)
- «Hum Mustafavi Mustafavi Hain» (Офіційна пісня самміту Ісламської конференції у Лахорі у 1974)
- «Mein Chota Sa Ek Ladka Hoon»
- «Mera Paigham Pakistan» (У виконанні Нусрат Фатех Алі Хана)
- «Ab Yeh Andaz-e-Anjuman Hoga»
- «Hum Maain, Hum Behnain, Hum Baitiyan»
- «Jo Naam Wahi Pehchan, Pakistan Pakistan»
- «Aye Des Ki Hawaao, Kushboo Mein Bas Ke Jao»
- «Itne Bade Jewan Sagar Mein, Tu Ne Pakistan Diya» (У виконанні народного співака Аллана Факіра)
- «Yeh Kavita Pakistani Hai»

## Нагороди
- Hilal-e-Imtiaz (2004)
- Pride of Performance (1991)
- Adamjee Literary Award (1960)
- Dawood Literary Award (1963)
- United Bank Literary Award (1965)
- Habib Bank Literary Award (1965)
- Canadian Urdu Academy Award (1988)
- Sant Kabeer Award — Urdu Conference Delhi (1989)